# جريمة قتل جينيفر مور
جينيفر مور (بالإنجليزية: Jennifer Moore)‏ (21 أبريل 1988 – 25 يوليو 2006) طالبة أمريكية تبلغ من العمر 18 عامًا، من هارينجتون بارك في نيوجيرسي. تم اختطافها في الخامس والعشرين من يوليو عام 2006 في مدينة مانهاتن في ولاية نيويوك ثم اغتُصبت وقُتلت بعد ذلك.

## خلفية عامة
تخرجت مور من مدرسة (سادلي ريفرداي) الموجودة في مقاطعة بيرغن في مايو عام 2006، وكانت قائدة فريق كرة القدم للبنات. كان من المفترض أن تلتحق مور بجامعة هارتفورد لتدرس التمريض هناك.
في البداية تم الإبلاغ عن مور بأنها مفقودة. جريمة القتل تلك دفعت وسائل الإعلام بمقارنتها ب(إيميت جويلين - Imette St. Guillen) طالبة الدراسات العليا بجامعة جون جاي للعدالة الجنائية والتي تم خطفها واغتصابها ثم قتلها، حدث ذلك قبل جريمة قتل مور بخمسة شهور. جريمتي قتل مور وجويلين جذبتا انتباه الرأي العام مما أدى إلى تدقيق بيروقراطي على الحياة الليلية لمدينة نيويورك وأيضا جلبت لانتباه العامّة مشاكل تعاطي الكحول وتزوير بطاقات الشخصية عند المراهقين كي يتمكنوا من دخول الملاهي الليلية. مما أدى لبدء تشريع قوانين الحياة الليلية بعد ذلك في ولايات أخرى لحقت بنيويورك.

## جريمة القتل
أثناء الليلة التي اختفت فيها، قادت مور وصديقة لها السيارة إلى مدينة نيويورك من أجل الذهاب إلى الملاهي الليلية وشرب الكحوليات، وقتها كانت مور قاصرة. أوقفت صديقة مور السيارة في الشارع خارج ملهى ليلي يدعى (جيست هاوس) في مقاطعة تشيلسي غرب الطريق 27، حركت صديقة مور السيارة لاحقًا، لكنها حصلت على مخالفة أثناء تواجدهما بالملهى، ثم سُحبت السيارة في النهاية إلى مكان حجز السيارات غرب الطريق 38. وعند ذهابهما لإحضار السيارة، رفض الموجودون هناك تسليمها. فقدت صديقة مور الوعي بسبب إفراطها في شرب الكحول وطُلبت سيارة الإسعاف لها. بعدها غادرت مور دون أن يلاحظها أحد.
استيقظت صديقة مور لتجد نفسها في سيارة إسعاف متجهة إلى مستشفى سانت فينسينت  وحاولت عبثا الاتصال بمورعلى هاتفها المحمول، ثم بلغ الشهود عن رؤيتهم لمور تسير في الجزء العلوي من المدينة بمحاذاة الجزء الغربي من الطريق.
تم الإبلاغ أن مور قامت بمكالمة صديقها وهي مذعورة قائلة له «هناك شخص يتبعني. لقد عرض علي المخدرات. إنه لن يتركني وشأني.»
وُجدت جثة مور في سلة مهملات غرب نيويورك في نيوجيرسي. وعقدت جنازتها في كنيسة القديس جابريال الكاثوليكية الرومانية في سادلي ريفر في نيوجيرسي وحضرها 500 فرد من الأصدقاء وأفراد العائلة.

## التحقيقات والاعتقال
اعتقلت شرطة مدينة نيويورك شخصًا مشتبهًا به في قتل مور يدعى (درايموند كوليمان - Draymond Coleman) البالغ من العمر 35 عامًا من مدينة نيويورك، حيث وُجهت له تهمة القتل بعد ذلك. حظى بسجل تحقيق واسع، وبعد الانتهاء من استجوابه حددت شرطة نيوجيرسي مكان الجثة في مكب نفايات غرب نيويورك.
تم الإبلاغ لاحقًا أن الجريمة حدثت في ويهاوكين في نيوجيرسي في فندق يدعى (بارك أفينيو)، بعدها وقّع قاض نيوجيرسي مذكرة اعتقال في يوم الثلاثاء 27 يوليو عام 2006. أظهر شريط الفيديو المأخوذ من الفندق كوليمان وهو يقتاد مور عبر طرقات المبنى.
ترجح الشرطة أن كوليمان ضرب مور واغتصبها ثم قام بخنقها قبل وضع جثتها في حقيبة من القماش الخشن بغرض التخلص منها. وظهر أنه حاول التخلص من حمضه النووي  من على جسد مور من خلال قص أظافرها وغسل جسدها بالكحول.
حظى سجِل كوليمان الإجرامي اثنين من الاعتداءات عوقب بسببهما بأداء الخدمة المجتمعية، وأُدين ببيع المخدرات وقضى من أجل ذلك خمس سنوات في السجن حتى أُطلق سراحه في يونيو عام 2002. بعدها قضى السنين الثلاث التالية في داخل السجن وخارجه لانتهاكه إفراج السراح المشروط. وانتهت آخر فترة عقوبة له في يناير عام 2005. ذكر مجلس إطلاق السراح المشروط أن كوليمان فشل في الاستفادة من كافة الفرص المقدمة له من قبل نظام العدالة الجنائية.